# Mary Wynne Warner
Mary Wynne Warner (Carmarthen, 22 de junio de 1932 - 1 de abril de 1998) era una matemática galesa, especializada en matemáticas difusas. Su obituario en el Bulletin of the London Mathematical Society señalaba que la topología difusa era «el campo en el que fue una de las pioneras y reconocida como una de las principales figuras de los últimos treinta años».

## Primeros años y educación
Mary Wynne Davies nació en Carmarthen, Gales. Se crio en Llandovery, donde su padre era maestro de escuela. Se educó en Howell's Boarding School en Denbigh.
Ganó una beca para estudiar en Somerville College, Oxford, donde se concentró en topología en sus estudios matemáticos con Henry Whitehead, obteniendo un título de segunda clase en 1953. Obtuvo su doctorado en la Universidad de Varsovia, con una disertación titulada "The Homology of Cartesian Product Spaces" (1966).

## Carrera
La carrera de Mary Wynne Warner fue moldeada por las tareas diplomáticas de su esposo. Hizo una investigación en Beijing, donde su marido fue destinado. En Rangún, otro puesto diplomático, enseñó matemáticas superiores. Durante un tiempo, en los años setenta, fue profesora en dos universidades de Kuala Lumpur. Durante estancias prolongadas en Inglaterra, enseñó en la City University London, donde finalmente se convirtió en profesora en 1996.

### Vida personal
Mary Wynne Davies se casó con el diplomático y oficial de inteligencia Gerald Warner en 1956. Tuvieron tres hijos, Sian (n. 1958), Jonathan (n. 1959) y Rachel (n. 1961), todos nacidos en diferentes países.  Murió en 1998, en España, a los 65 años. Fue enterrada en el cementerio donde dos de sus hijos ya estaban enterrados.